# Teatro Municipale (Santa Fe)
Il teatro municipale 1º Maggio (Teatro 1.° de Mayo in spagnolo) è un teatro d'opera della città argentina di Santa Fe, capoluogo della provincia omonima.

## Storia
Il teatro venne commissionato dal sindaco di Santa Fe Sixto Sandaza dal momento che la città, capitale di una delle province più prospere del paese, era ancora sprovvista di una struttura teatrale. La costruzione, iniziata nel 1903, venne commissionata all'architetto franco-argentino Augusto Plou, il quale dotò il costruendo teatro di un esterno in stile neoclassico francese e di interni in stile rococò. La facciata venne abbellita con due sculture di Nicola Gulli, allegorie della musica e della danza, mentre il salone d'ingresso venne dipinto dal pittore italo-argentino Nazzareno Orlandi.
Il teatro venne inaugurato il 5 ottobre 1905.
Tra il 1971 e il 1973 il teatro venne sottoposto ad alcune modifiche ed ingrandimenti che portarono all'apertura di due nuove sale, all'installazione di un moderno sistema elettrico e dell'aria condizionata.
In occasione del centenario il teatro fu sottoposto a un profondo restauro volto a restituire alla struttura il suo aspetto originario.